# Jeanine Touchard-Vapaille
Pour les articles homonymes, voir Touchard.
Jeanine Emelie Marcelle Touchard-Vapaille, née le 25 novembre 1924 à Bondy et morte le 23 décembre 2005 à Saint-Mandé, est une gymnaste artistique française.
Elle remporte le concours général des Championnats de France de gymnastique 1946, 1947 et 1948.
Elle dispute à l'âge de 23 ans les Jeux olympiques d'été de 1948 à Londres, terminant 10e du concours général par équipes.